# توت‌پشته
توت‌پشته (به لاتین: Tütəpəştə) یک منطقهٔ مسکونی در جمهوری آذربایجان است که در شهرستان لنکران واقع شده‌است. توت‌پشته ۹۴۰ نفر جمعیت دارد.

## خصوصیات
توت‌پشته ۹۴۰ نفر جمعیت دارد.

## ریشه واژه
توت‌پشته در زبان تالشی به معنی تپه و شیب دارای توت فرنگی است.